# Jean Tigana
Jean Amadou Tigana (Bamako, 23 giugno 1955) è un dirigente sportivo, allenatore di calcio ed ex calciatore maliano naturalizzato francese, di ruolo centrocampista.

## Carriera

### Giocatore

#### Club
A livello di club ha cominciato a giocare a livello professionistico nello Sporting Toulon Var dal 1975 al 1978.
Successivamente ha disputato stagioni con la maglia del Lione (1978-1981), del Bordeaux (1981-1989), con cui ha vinto tre campionati nazionali, due coppe di Francia e una supercoppa nazionale, e dell'Olympique Marsiglia (1989-1991), vincendo con quest'ultima altri 2 campionati.

#### Nazionale
Ha esordito in Nazionale A nel 1980 e, fino al 1988, ha disputato 52 partite segnando 1 gol.
Ha partecipato alla fase finale del Campionato mondiale di calcio 1982 in Spagna e 1986 in Messico (in cui ha realizzato la sua unica rete con la selezione francese nel successo per 3-0 contro l'Ungheria), raggiungendo in entrambe le occasioni le semifinali, e alla fase finale del Campionato europeo di calcio 1984, giocato in casa e vinto.

### Dopo il ritiro
Come allenatore Tigana ha allenato Olympique Lione (1993-1995), Monaco (1995-1999) con cui ha vinto una Ligue 1 nel 1996 - 1997 e una Supercoppa Francese nel 1997, Fulham (2000-2003), con cui ha vinto un campionato di First Division nel 2000 - 2001 e una Coppa Intertoto nel 2002. In seguito ha allenato il Beşiktaş dal 2005 al 2007.
Il 25 maggio 2010 viene ingaggiato come nuovo allenatore del Bordeaux, in sostituzione di Laurent Blanc, nominato selezionatore della nazionale francese. Dopo la sconfitta ricevuta dallo Sochaux per 4-0, il 7 maggio 2011 lascia la panchina del Bordeaux.Il 1º giugno lo sostituisce Francis Gillot proveniente proprio dal Sochaux. Il 14 dicembre 2011 viene ingaggiato dal Shanghai Shenhua, squadra che milita nella Chinese Super League. Il 26 aprile seguente, dopo appena quattro mesi alla guida del club cinese, viene esonerato in seguito agli scarsi risultati ottenuti.
Dal 22 febbraio 2021 al 31 maggio 2022 è stato direttore sportivo del Tolone.

## Statistiche

### Giocatore

#### Presenze e reti nei club
| Stagione                   | Squadra                    | Campionato                 | Campionato | Campionato | Coppe nazionali | Coppe nazionali | Coppe nazionali | Coppe continentali | Coppe continentali | Coppe continentali | Altre coppe | Altre coppe | Altre coppe | Totale | Totale |
| Stagione                   | Squadra                    | Comp                       | Pres       | Reti       | Comp            | Pres            | Reti            | Comp               | Pres               | Reti               | Comp        | Pres        | Reti        | Pres   | Reti   |
| -------------------------- | -------------------------- | -------------------------- | ---------- | ---------- | --------------- | --------------- | --------------- | ------------------ | ------------------ | ------------------ | ----------- | ----------- | ----------- | ------ | ------ |
| 1975-1976                  | Tolone                     | D2                         | 23         | 1          | CF              | 2               | 0               | -                  | -                  | -                  | -           | -           | -           | 25     | 1      |
| 1976-1977                  | Tolone                     | D2                         | 27         | 3          | CF              | 2               | 0               | -                  | -                  | -                  | -           | -           | -           | 29     | 3      |
| 1977-1978                  | Tolone                     | D2                         | 26         | 6          | CF              | 2               | 0               | -                  | -                  | -                  | -           | -           | -           | 28     | 6      |
| Totale Tolone              | Totale Tolone              | Totale Tolone              | 77         | 10         |                 | 6               | 0               |                    | -                  | -                  |             | -           | -           | 83     | 10     |
| 1978-1979                  | O. Lione                   | D1                         | 36         | 3          | CF              | 3               | 1               | -                  | -                  | -                  | -           | -           | -           | 39     | 4      |
| 1979-1980                  | O. Lione                   | D1                         | 33+2       | 5+0        | CF              | 1               | 0               | -                  | -                  | -                  | -           | -           | -           | 36     | 5      |
| 1980-1981                  | O. Lione                   | D1                         | 35         | 7          | CF              | 1               | 1               | -                  | -                  | -                  | -           | -           | -           | 36     | 8      |
| Totale Olympique Lione     | Totale Olympique Lione     | Totale Olympique Lione     | 104+2      | 15+0       |                 | 5               | 2               |                    | -                  | -                  |             | -           | -           | 111    | 17     |
| 1981-1982                  | Bordeaux                   | D1                         | 27         | 1          | CF              | 7               | 1               | CU                 | 1                  | 0                  | -           | -           | -           | 35     | 2      |
| 1982-1983                  | Bordeaux                   | D1                         | 32         | 2          | CF              | 4               | 0               | CU                 | 5                  | 0                  | -           | -           | -           | 41     | 2      |
| 1983-1984                  | Bordeaux                   | D1                         | 32         | 1          | CF              | 5               | 0               | CU                 | 1                  | 0                  | -           | -           | -           | 38     | 1      |
| 1984-1985                  | Bordeaux                   | D1                         | 28         | 3          | CF              | 3               | 0               | CC                 | 6                  | 0                  | -           | -           | -           | 37     | 3      |
| 1985-1986                  | Bordeaux                   | D1                         | 32         | 2          | CF              | 10              | 2               | CC                 | 2                  | 0                  | SF          | 1           | 0           | 45     | 4      |
| 1986-1987                  | Bordeaux                   | D1                         | 37         | 0          | CF              | 10              | 0               | CdC                | 8                  | 0                  | SF          | 1           | 0           | 56     | 0      |
| 1987-1988                  | Bordeaux                   | D1                         | 30         | 1          | CF              | 0               | 0               | CC                 | 5                  | 0                  | -           | -           | -           | 35     | 1      |
| 1988-1989                  | Bordeaux                   | D1                         | 33         | 1          | CF              | 0               | 0               | CU                 | 6                  | 0                  | -           | -           | -           | 39     | 1      |
| Totale Bordeaux            | Totale Bordeaux            | Totale Bordeaux            | 251        | 11         |                 | 39              | 3               |                    | 34                 | 0                  |             | 2           | 0           | 326    | 14     |
| 1989-1990                  | O. Marsiglia               | D1                         | 37         | 0          | CF              | 4               | 0               | CC                 | 8                  | 0                  | -           | -           | -           | 49     | 0      |
| 1990-1991                  | O. Marsiglia               | D1                         | 19         | 0          | CF              | 3               | 0               | CC                 | 5                  | 1                  | -           | -           | -           | 27     | 1      |
| Totale Olympique Marsiglia | Totale Olympique Marsiglia | Totale Olympique Marsiglia | 56         | 0          |                 | 7               | 0               |                    | 13                 | 1                  |             | -           | -           | 76     | 1      |
| Totale carriera            | Totale carriera            | Totale carriera            | 490        | 36         |                 | 57              | 5               |                    | 47                 | 1                  |             | 2           | 0           | 596    | 42     |

#### Cronologia presenze e reti in nazionale
| Cronologia completa delle presenze e delle reti in nazionale ― Francia | Cronologia completa delle presenze e delle reti in nazionale ― Francia | Cronologia completa delle presenze e delle reti in nazionale ― Francia | Cronologia completa delle presenze e delle reti in nazionale ― Francia | Cronologia completa delle presenze e delle reti in nazionale ― Francia | Cronologia completa delle presenze e delle reti in nazionale ― Francia | Cronologia completa delle presenze e delle reti in nazionale ― Francia | Cronologia completa delle presenze e delle reti in nazionale ― Francia |
| Data                                                                   | Città                                                                  | In casa                                                                | Risultato                                                              | Ospiti                                                                 | Competizione                                                           | Reti                                                                   | Note                                                                   |
| ---------------------------------------------------------------------- | ---------------------------------------------------------------------- | ---------------------------------------------------------------------- | ---------------------------------------------------------------------- | ---------------------------------------------------------------------- | ---------------------------------------------------------------------- | ---------------------------------------------------------------------- | ---------------------------------------------------------------------- |
| 23-5-1980                                                              | Mosca                                                                  | Unione Sovietica                                                       | 1 – 0                                                                  | Francia                                                                | Amichevole                                                             | -                                                                      |                                                                        |
| 11-10-1980                                                             | Limassol                                                               | Cipro                                                                  | 0 – 7                                                                  | Francia                                                                | Qual. Mondiali 1982                                                    | -                                                                      | 51’                                                                    |
| 28-10-1980                                                             | Parigi                                                                 | Francia                                                                | 2 – 0                                                                  | Irlanda                                                                | Qual. Mondiali 1982                                                    | -                                                                      |                                                                        |
| 19-11-1980                                                             | Hannover                                                               | Germania Ovest                                                         | 4 – 1                                                                  | Francia                                                                | Amichevole                                                             | -                                                                      |                                                                        |
| 18-2-1981                                                              | Madrid                                                                 | Spagna                                                                 | 1 – 0                                                                  | Francia                                                                | Amichevole                                                             | -                                                                      | 70’                                                                    |
| 29-4-1981                                                              | Parigi                                                                 | Francia                                                                | 3 – 2                                                                  | Belgio                                                                 | Qual. Mondiali 1982                                                    | -                                                                      |                                                                        |
| 15-5-1981                                                              | Parigi                                                                 | Francia                                                                | 1 – 3                                                                  | Brasile                                                                | Amichevole                                                             | -                                                                      |                                                                        |
| 18-11-1981                                                             | Parigi                                                                 | Francia                                                                | 2 – 0                                                                  | Paesi Bassi                                                            | Qual. Mondiali 1982                                                    | -                                                                      | 75’                                                                    |
| 5-12-1981                                                              | Parigi                                                                 | Francia                                                                | 4 – 0                                                                  | Cipro                                                                  | Qual. Mondiali 1982                                                    | -                                                                      |                                                                        |
| 23-2-1982                                                              | Parigi                                                                 | Francia                                                                | 2 – 0                                                                  | Italia                                                                 | Amichevole                                                             | -                                                                      |                                                                        |
| 28-4-1982                                                              | Parigi                                                                 | Francia                                                                | 0 – 1                                                                  | Perù                                                                   | Amichevole                                                             | -                                                                      | 46’                                                                    |
| 14-5-1982                                                              | Lione                                                                  | Francia                                                                | 0 – 0                                                                  | Bulgaria                                                               | Amichevole                                                             | -                                                                      |                                                                        |
| 2-6-1982                                                               | Tolosa                                                                 | Francia                                                                | 0 – 1                                                                  | Galles                                                                 | Amichevole                                                             | -                                                                      | 64’                                                                    |
| 16-6-1982                                                              | Bilbao                                                                 | Inghilterra                                                            | 3 – 1                                                                  | Francia                                                                | Mondiali 1982 - 1º turno                                               | -                                                                      | 74’                                                                    |
| 28-6-1982                                                              | Madrid                                                                 | Francia                                                                | 1 – 0                                                                  | Austria                                                                | Mondiali 1982 - 2º turno                                               | -                                                                      |                                                                        |
| 4-7-1982                                                               | Madrid                                                                 | Francia                                                                | 4 – 1                                                                  | Irlanda del Nord                                                       | Mondiali 1982 - 2º turno                                               | -                                                                      | 57’                                                                    |
| 8-7-1982                                                               | Siviglia                                                               | Germania Ovest                                                         | 3 – 3 dts (5 – 4 dtr)                                                  | Francia                                                                | Mondiali 1982 - Semifinale                                             | -                                                                      |                                                                        |
| 10-7-1982                                                              | Alicante                                                               | Polonia                                                                | 3 – 2                                                                  | Francia                                                                | Mondiali 1982 - Finale 3º posto                                        | -                                                                      | 82’                                                                    |
| 31-8-1982                                                              | Parigi                                                                 | Francia                                                                | 0 – 4                                                                  | Polonia                                                                | Amichevole                                                             | -                                                                      |                                                                        |
| 6-10-1982                                                              | Parigi                                                                 | Francia                                                                | 1 – 0                                                                  | Ungheria                                                               | Amichevole                                                             | -                                                                      | 79’                                                                    |
| 10-11-1982                                                             | Rotterdam                                                              | Paesi Bassi                                                            | 1 – 2                                                                  | Francia                                                                | Amichevole                                                             | -                                                                      |                                                                        |
| 16-2-1983                                                              | Guimarães                                                              | Portogallo                                                             | 0 – 3                                                                  | Francia                                                                | Amichevole                                                             | -                                                                      | 63’                                                                    |
| 23-3-1983                                                              | Parigi                                                                 | Francia                                                                | 1 – 1                                                                  | Unione Sovietica                                                       | Amichevole                                                             | -                                                                      | 46’                                                                    |
| 23-4-1983                                                              | Parigi                                                                 | Francia                                                                | 4 – 0                                                                  | Jugoslavia                                                             | Amichevole                                                             | -                                                                      |                                                                        |
| 12-11-1983                                                             | Zagabria                                                               | Jugoslavia                                                             | 1 – 2                                                                  | Francia                                                                | Amichevole                                                             | -                                                                      |                                                                        |
| 29-2-1984                                                              | Parigi                                                                 | Francia                                                                | 2 – 0                                                                  | Inghilterra                                                            | Amichevole                                                             | -                                                                      |                                                                        |
| 28-3-1984                                                              | Bordeaux                                                               | Francia                                                                | 1 – 0                                                                  | Austria                                                                | Amichevole                                                             | -                                                                      |                                                                        |
| 1-6-1984                                                               | Marsiglia                                                              | Francia                                                                | 2 – 0                                                                  | Scozia                                                                 | Amichevole                                                             | -                                                                      |                                                                        |
| 12-6-1984                                                              | Parigi                                                                 | Francia                                                                | 1 – 0                                                                  | Danimarca                                                              | Euro 1984 - 1º turno                                                   | -                                                                      |                                                                        |
| 16-6-1984                                                              | Nantes                                                                 | Francia                                                                | 5 – 0                                                                  | Belgio                                                                 | Euro 1984 - 1º turno                                                   | -                                                                      | Ammonizione                                                            |
| 19-6-1984                                                              | Saint-Étienne                                                          | Francia                                                                | 3 – 2                                                                  | Jugoslavia                                                             | Euro 1984 - 1º turno                                                   | -                                                                      |                                                                        |
| 23-6-1984                                                              | Marsiglia                                                              | Francia                                                                | 3 – 2 dts                                                              | Portogallo                                                             | Euro 1984 - Semifinale                                                 | -                                                                      |                                                                        |
| 27-6-1984                                                              | Parigi                                                                 | Francia                                                                | 2 – 0                                                                  | Spagna                                                                 | Euro 1984 - Finale                                                     | -                                                                      |                                                                        |
| 21-11-1984                                                             | Parigi                                                                 | Francia                                                                | 1 – 0                                                                  | Bulgaria                                                               | Qual. Mondiali 1986                                                    | -                                                                      |                                                                        |
| 8-12-1984                                                              | Parigi                                                                 | Francia                                                                | 2 – 0                                                                  | Germania Est                                                           | Qual. Mondiali 1986                                                    | -                                                                      |                                                                        |
| 3-4-1985                                                               | Sarajevo                                                               | Jugoslavia                                                             | 0 – 0                                                                  | Francia                                                                | Qual. Mondiali 1986                                                    | -                                                                      |                                                                        |
| 2-5-1985                                                               | Sofia                                                                  | Bulgaria                                                               | 2 – 0                                                                  | Francia                                                                | Qual. Mondiali 1986                                                    | -                                                                      |                                                                        |
| 30-10-1985                                                             | Parigi                                                                 | Francia                                                                | 6 – 0                                                                  | Lussemburgo                                                            | Qual. Mondiali 1986                                                    | -                                                                      |                                                                        |
| 16-11-1985                                                             | Parigi                                                                 | Francia                                                                | 2 – 0                                                                  | Jugoslavia                                                             | Qual. Mondiali 1986                                                    | -                                                                      |                                                                        |
| 26-3-1986                                                              | Parigi                                                                 | Francia                                                                | 2 – 0                                                                  | Argentina                                                              | Amichevole                                                             | -                                                                      |                                                                        |
| 1-6-1986                                                               | León                                                                   | Canada                                                                 | 0 – 1                                                                  | Francia                                                                | Mondiali 1986 - 1º turno                                               | -                                                                      |                                                                        |
| 5-6-1986                                                               | León                                                                   | Francia                                                                | 1 – 1                                                                  | Unione Sovietica                                                       | Mondiali 1986 - 1º turno                                               | -                                                                      |                                                                        |
| 9-6-1986                                                               | León                                                                   | Ungheria                                                               | 0 – 3                                                                  | Francia                                                                | Mondiali 1986 - 1º turno                                               | 1                                                                      |                                                                        |
| 17-6-1986                                                              | Città del Messico                                                      | Italia                                                                 | 0 – 2                                                                  | Francia                                                                | Mondiali 1986 - Ottavi di finale                                       | -                                                                      |                                                                        |
| 21-6-1986                                                              | Guadalajara                                                            | Brasile                                                                | 1 – 1 dts (3 – 4 dtr)                                                  | Francia                                                                | Mondiali 1986 - Quarti di finale                                       | -                                                                      |                                                                        |
| 25-6-1986                                                              | Guadalajara                                                            | Francia                                                                | 0 – 2                                                                  | Germania Ovest                                                         | Mondiali 1986 - Semifinale                                             | -                                                                      |                                                                        |
| 28-6-1986                                                              | Puebla de Zaragoza                                                     | Belgio                                                                 | 2 – 4                                                                  | Francia                                                                | Mondiali 1986 - Finale 3º posto                                        | -                                                                      | 84’                                                                    |
| 10-9-1986                                                              | Reykjavík                                                              | Islanda                                                                | 0 – 0                                                                  | Francia                                                                | Qual. Euro 1988                                                        | -                                                                      |                                                                        |
| 11-10-1986                                                             | Parigi                                                                 | Francia                                                                | 0 – 2                                                                  | Unione Sovietica                                                       | Qual. Euro 1988                                                        | -                                                                      |                                                                        |
| 19-11-1986                                                             | Lipsia                                                                 | Germania Est                                                           | 0 – 0                                                                  | Francia                                                                | Qual. Euro 1988                                                        | -                                                                      |                                                                        |
| 16-6-1987                                                              | Oslo                                                                   | Norvegia                                                               | 2 – 0                                                                  | Francia                                                                | Qual. Euro 1988                                                        | -                                                                      | cap.                                                                   |
| 19-11-1988                                                             | Belgrado                                                               | Jugoslavia                                                             | 3 – 2                                                                  | Francia                                                                | Qual. Mondiali 1990                                                    | -                                                                      |                                                                        |
| Totale                                                                 |                                                                        | Presenze                                                               | 52                                                                     |                                                                        | Reti                                                                   | 1                                                                      |                                                                        |

### Allenatore
Statistiche aggiornate al 18 novembre 2017. In grassetto le competizioni vinte.
| Stagione         | Squadra          | Campionato       | Campionato | Campionato | Campionato | Campionato | Coppe nazionali | Coppe nazionali | Coppe nazionali | Coppe nazionali | Coppe nazionali | Coppe continentali | Coppe continentali | Coppe continentali | Coppe continentali | Coppe continentali | Altre coppe | Altre coppe | Altre coppe | Altre coppe | Altre coppe | Totale | Totale | Totale | Totale | % Vittorie |
| Stagione         | Squadra          | Comp             | G          | V          | N          | P          | Comp            | G               | V               | N               | P               | Comp               | G                  | V                  | N                  | P                  | Comp        | G           | V           | N           | P           | G      | V      | N      | P      | %          |
| ---------------- | ---------------- | ---------------- | ---------- | ---------- | ---------- | ---------- | --------------- | --------------- | --------------- | --------------- | --------------- | ------------------ | ------------------ | ------------------ | ------------------ | ------------------ | ----------- | ----------- | ----------- | ----------- | ----------- | ------ | ------ | ------ | ------ | ---------- |
| 1993-1994        | O. Lione         | D1               | 38         | 17         | 8          | 13         | CF              | 2               | 1               | 1               | 0               | -                  | -                  | -                  | -                  | -                  | -           | -           | -           | -           | -           | 40     | 18     | 9      | 13     | 45,00      |
| 1994-1995        | O. Lione         | D1               | 38         | 19         | 12         | 7          | CF+CdL          | 2+2             | 1+1             | 0+0             | 1+1             | -                  | -                  | -                  | -                  | -                  | -           | -           | -           | -           | -           | 42     | 21     | 12     | 9      | 50,00      |
| Totale O. Lione  | Totale O. Lione  | Totale O. Lione  | 76         | 36         | 20         | 20         |                 | 6               | 3               | 1               | 2               |                    | -                  | -                  | -                  | -                  |             | -           | -           | -           | -           | 82     | 39     | 21     | 22     | 47,56      |
| 1995-1996        | Monaco           | D1               | 38         | 19         | 11         | 8          | CF+CdL          | 3+3             | 1+1             | 2+1             | 0+1             | CU                 | 2                  | 1                  | 0                  | 1                  | -           | -           | -           | -           | -           | 46     | 22     | 14     | 10     | 47,83      |
| 1996-1997        | Monaco           | D1               | 38         | 23         | 10         | 5          | CF+CdL          | 1+4             | 0+2             | 0+1             | 1+1             | CU                 | 10                 | 8                  | 0                  | 2                  | -           | -           | -           | -           | -           | 53     | 33     | 11     | 9      | 62,26      |
| 1997-1998        | Monaco           | D1               | 34         | 18         | 5          | 11         | CF+CdL          | 4+1             | 3+0             | 0+1             | 1+0             | UCL                | 10                 | 5                  | 3                  | 2                  | SF          | 1           | 1           | 0           | 0           | 50     | 27     | 9      | 14     | 54,00      |
| lug.-dic. 1998   | Monaco           | D1               | 19         | 8          | 4          | 7          | CF+CdL          | 0               | 0               | 0               | 0               | CU                 | 6                  | 2                  | 3                  | 1                  | -           | -           | -           | -           | -           | 25     | 10     | 7      | 8      | 40,00      |
| Totale AS Monaco | Totale AS Monaco | Totale AS Monaco | 129        | 68         | 30         | 31         |                 | 16              | 7               | 5               | 4               |                    | 28                 | 16                 | 6                  | 6                  |             | 1           | 1           | 0           | 0           | 174    | 92     | 41     | 41     | 52,87      |
| 2000-2001        | Fulham           | FD               | 46         | 30         | 11         | 5          | FACup+CdL       | 1+7             | 0+4             | 0+0             | 1+3             | -                  | -                  | -                  | -                  | -                  | -           | -           | -           | -           | -           | 54     | 34     | 11     | 9      | 62,96      |
| 2001-2002        | Fulham           | PL               | 38         | 10         | 14         | 14         | FACup+CdL       | 6+3             | 4+1             | 1+1             | 1+1             | -                  | -                  | -                  | -                  | -                  | -           | -           | -           | -           | -           | 47     | 15     | 16     | 16     | 31,91      |
| 2002-apr. 2003   | Fulham           | PL               | 33         | 10         | 8          | 15         | FACup+CdL       | 4+2             | 2+1             | 1+0             | 1+1             | Int+CU             | 8+6                | 4+3                | 4+2                | 0+1                | -           | -           | -           | -           | -           | 53     | 20     | 15     | 18     | 37,74      |
| Totale Fulham    | Totale Fulham    | Totale Fulham    | 129        | 68         | 30         | 31         |                 | 16              | 7               | 5               | 4               |                    | 14                 | 7                  | 6                  | 1                  |             | -           | -           | -           | -           | 174    | 92     | 41     | 41     | 52,87      |
| ott. 2005-2006   | Beşiktaş         | SL               | 23         | 10         | 6          | 7          | TK              | 8               | 6               | 0               | 2               | CU                 | 3                  | 1                  | 1                  | 1                  | -           | -           | -           | -           | -           | 34     | 17     | 7      | 10     | 50,00      |
| 2006-mag. 2007   | Beşiktaş         | SL               | 32         | 17         | 7          | 8          | TK              | 9               | 6               | 1               | 2               | CU                 | 6                  | 2                  | 1                  | 3                  | ST          | 1           | 1           | 0           | 0           | 42     | 24     | 8      | 10     | 57,14      |
| Totale Beşiktaş  | Totale Beşiktaş  | Totale Beşiktaş  | 55         | 27         | 13         | 15         |                 | 17              | 12              | 1               | 4               |                    | 9                  | 3                  | 2                  | 4                  |             | 1           | 1           | 0           | 0           | 76     | 41     | 15     | 20     | 53,95      |
| 2010-mag. 2011   | Bordeaux         | L1               | 34         | 12         | 15         | 9          | CF+CdL          | 2+2             | 1+1             | 0+0             | 1+1             | -                  | -                  | -                  | -                  | -                  | -           | -           | -           | -           | -           | 38     | 14     | 15     | 11     | 36,84      |
| gen.-apr. 2012   | Shanghai Shenua  | CSL              | 6          | 1          | 2          | 3          | CdC             | 0               | 0               | 0               | 0               | -                  | -                  | -                  | -                  | -                  | -           | -           | -           | -           | -           | 6      | 1      | 2      | 3      | 16,67      |
| Totale carriera  | Totale carriera  | Totale carriera  | 346        | 164        | 85         | 97         |                 | 49              | 31              | 4               | 14              |                    | 51                 | 26                 | 29                 | 11                 |             | 3           | 2           | 1           | 0           | 454    | 224    | 107    | 123    | 49,34      |

## Palmarès

### Giocatore

#### Club
- Campionato francese: 5

Bordeaux: 1983-1984, 1984-1985, 1986-1987
Olympique Marsiglia: 1989-1990, 1990-1991
- Coppa di Francia: 2

Bordeaux: 1985-1986, 1986-1987
- Supercoppa francese: 1

Bordeaux: 1986

#### Nazionale
- Campionato d'Europa: 1

Francia 1984

#### Individuale
- Calciatore francese dell'anno: 1

1984
- Candidato al Dream Team del Pallone d'oro (2020)

### Allenatore

#### Club

##### Competizioni nazionali
- Campionato francese: 1

Monaco: 1996-1997
- Supercoppa francese: 1

Monaco: 1997
- First Division: 1

Fulham: 2000-2001
- Coppa di Turchia: 2

Beşiktaş: 2005-2006, 2006-2007
- Supercoppa di Turchia: 1

Beşiktaş: 2006

##### Competizioni internazionali
- Coppa Intertoto UEFA: 1

Fulham: 2002

#### Individuale
- Allenatore francese dell'anno: 1

1997
- Trophées UNFP du football: 1

Miglior allenatore della Division 1: 1997